# Dziadowa Kłoda (gmina)
Pour la localité, voir Dziadowa Kłoda.
Dziadowa Kłoda est une gmina rurale du powiat d'Oleśnica, en Basse-Silésie, dans le sud-ouest de la Pologne. Son siège est le village de Dziadowa Kłoda, qui se situe environ 24 km à l'est d'Oleśnica et 49 km à l'est de la capitale régionale Wrocław.
La gmina couvre une superficie de 105,14 km2 pour une population de 4 544 habitants.

## Géographie
La gmina est bordée par les gminy de Bierutów, de Namysłów, d'Oleśnica, de Perzów, de Syców et de Wilków.
La gmina comprend les villages de Dalborowice, de Dziadów Most, de Dziadowa Kłoda, de Gołębice, de Gronowice, de Lipka, de Miłowice, de Radzowice et de Stradomia Dolna.